# Lambeth Commission on Communion
Die Lambeth Commission on Communion war eine Kommission innerhalb der anglikanischen Kirche, die im Oktober 2003 vom Erzbischof von Canterbury einberufen wurde und im Laufe des folgenden Jahrs tagte. Sie hatte zum Ziel, die Grundlagen und Folgen von Zerwürfnissen über die Themen Homosexualität und episkopale Aufsicht zu untersuchen, und praktische Empfehlungen zu machen, wie das höchstmögliche Grad der Kirchengemeinschaft aufrechtzuerhalten wäre, um eine drohende Aufspaltung der Kirche zu verhindern. Hintergründe der Zerwürfnisse waren Entwicklungen in der Episkopalkirche der Vereinigten Staaten und der Anglikanischen Kirche von Kanada und die negativen Reaktionen anderer anglikanischen Kirchen darauf. Während die beiden nordamerikanischen Kirchen eine gleichberechtigte Teilhabe von Lesben und Schwulen an den sakramentalen Handlungen der Kirche anstrebten, reagierten konservative Mitglieder dieser Kirchen, sowie auch andere Mitgliedskirchen der anglikanischen Gemeinschaft ablehnend auf diese Neuerungen der Sakramentaltheologie bezüglich der Ehe und der Ordination, und übernahmen zum Teil Aufsichtsfunktionen über ihren geografischen Zuständigkeitsbereich hinaus. Somit war es zu einer Krise in der anglikanischen Kirchengemeinschaft gekommen. Ergebnis der Beratungen der Kommission, die im Laufe des Jahres 2004 stattfanden, war der im Oktober 2004 erschienene Windsor Report.

## Vorgeschichte
Die Synode der Diözese von New Westminster hatte im Juni 2002 entschieden, öffentliche Segnungen für gleichgeschlechtliche Paare zuzulassen.
Am 7. Juni 2003 wurde Gene Robinson, der offen in einer gleichgeschlechtlichen Beziehung lebt, von der Episcopal General Convention der Episcopal Church in the USA zum Bischof gewählt.
Beides führte zu starken Protesten innerhalb der anglikanischen Kirchengemeinschaft, sowohl von Konservativen aus den nordamerikanischen Kirchen als auch von konservativen Kirchen der anglikanischen Kirchengemeinschaft. Konservative Gemeinden und Diözesen in Nordamerika wandten sich an konservative anglikanische Kirchen um von ihnen Supervision zu bekommen, was entgegen den Regeln der anglikanischen Kirchengemeinschaft ist.
Im Oktober 2003 traf sich das Anglican Communion Primates’ Meeting im Lambeth Palace, um über die akute Krise zu beraten. In einem Statement sagten sie, dass die Entscheidungen der Diözese von New Westminster und der Episkopalkirche die Einheit der anglikanischen Gemeinschaft ebenso wie die Beziehungen zu anderen Kirchen und Religionen bedrohten. Sie bekräftigten die Resolutionen der Lambeth Conference von 1989 bezüglich menschlicher Sexualität und machten deutlich, dass die Entscheidungen der nordamerikanischen Kirchen die Lehre der anglikanischen Gemeinschaft als Ganzes in diesen Punkten nicht veränderten und dass sie die sakramentale Gemeinschaft und Zukunft der anglikanischen Kommunion gefährdeten. Insbesondere würde nach der Konsekration von Gene Robinson der Dienst eines Bischofs vom größten Teil der anglikanischen Welt nicht anerkannt, was zu weiteren Spaltungen führen könne. Daher bäte die Kommission den Erzbischof von Canterbury eine Kommission einzurichten, die diese Gefahren für die anglikanische Kirchengemeinschaft und ihren theologischen und legalen Implikationen behandeln solle.

## Mandat
Die Lambeth Commission wurde im Oktober 2003 eingerichtet und erhielt vom Erzbischof von Canterbury den Auftrag:
- die legalen und theologischen Implikationen der Entscheidungen der amerikanischen Episkopalkirche und der Diözese von New Westminster zu untersuchen, spezifisch auch bezüglich des kanonischen Verständnisses von Kirchengemeinschaft, eingeschränkter und gebrochener Kirchengemeinschaft, und den arten, wie die Provinzen der anglikanischen Kirchengemeinschaft zueinander in Beziehung stehen können in Situationen, wo die kirchlichen Autoritäten einer Provinz sich nicht in der Lage sehen, die vollständige Kirchengemeinschaft mit einem andern Teil der anglikanischen Gemeinschaft aufrechtzuerhalten.

- praktische Empfehlungen in den Bericht einzuschließen, um unter den Umständen dieser Entscheidungen den höchstmöglichen Grad der Kirchengemeinschaft aufrechtzuerhalten sowohl innerhalb als auch zwischen den Kirchen der anglikanischen Gemeinschaft, insbesondere auch im Hinblick auf die bischöfliche Aufsicht über Anglikaner innerhalb einer bestimmten Jurisdiktion, wenn die volle Kirchengemeinschaft mit einer Provinz bedroht ist.

- in ihren Beratungen sowohl die Arbeiten zu berücksichtigen, die die Lambeth Conferences von 1988 und 1998 bezüglich dieser Fragen bereits gemacht hätten als auch die Sichtweisen ausgedrückt durch die Primaten der anglikanischen Gemeinschaft in den Communiques und Pastoralbriefen ihrer Treffen seit 2000.

## Mitglieder
Die Mitglieder der Lambeth Commission über Kirchengemeinschaft waren:
- Robin Eames, Primas der Church of Ireland als Präsident
- Canon Alyson Barnett-Cowan, Leiter von Faith, Worship and Ministry Anglikanische Kirche von Kanada
- Norman Doe, Leiter des Centre for Law and Religion, Cardiff University, Wales
- Mark Dyer, Bischof, Leiter von Spiritual Formation, Virginia Theological Seminary, USA
- Drexel Gomez, Primas der Church of the Province of the West Indies
- Josiah Iduwo-Fearon, Erzbischof von Kaduna, Church of Nigeria
- Dorothy Lau, Leiterin des Hong Kong Sheng Kung Hui Welfare Council
- Anne McGavin, Anwalt, früherer Berater des Bischofskollegiums der Scottish Episcopal Church
- Bernard Malango, Primas der Church of the Province of Central Africa
- Esther Mombo, Dekan des St Paul’s United Theological Seminary, Limuru, Kenia
- Barry Morgan, Primas der Church in Wales
- Rubie Nottage, Kanzler der Church of the Province of the West Indies
- Bischof John Paterson von Auckland und Vorsitzender des Anglican Consultative Council
- Jenny Te Paa, Leiterin des College of Saint John the Evangelist, Auckland, Neuseeland
- Bischof James Terom, Church of North India
- Bischof N Thomas Wright von Durham, Church of England

## Arbeit
Die Lambeth Commission traf sich zu drei Plenarsitzungen:
- vom 9. bis 13. Februar 2004 in Windsor, England
- vom 14. bis 18. Juni 2004 in Hendersonville, North Carolina
- vom 6. bis 10. September 2004 in Windsor, England

Es gab zahlreiche Eingaben von Individuen und Gruppen an die Kommission, die aus sämtlichen durch die Konflikte betroffenen Richtungen kamen und Beschwerden und Vorschläge enthielten.
Im Oktober 2004 erschien der Windsor Report an den Erzbischof von Canterbury, der die Ergebnisse der Arbeit der Lambeth Commission enthielt.
Der Windsor Report geht nicht auf die theologischen Probleme der Homosexualität ein, sondern untersucht den Fall nur in Bezug auf seine Implikationen für die anglikanische Kirchengemeinschaft. Er erklärt einerseits, dass ECUSA durch die Installation von Gene Robinson ein starkes Ärgernis erregt habe bei vielen treuen Anglikanischen Christen in ihrer eigenen Kirche und in andern Teilen der Kirchengemeinschaft. Das einseitige Vorgehen der Diözese von New Westminster sei ein Verstoß gegen die legitime Anwendung des christlichen Glaubens der anglikanischen Kirchen und gegen die Bande der Zuneigung in der Kirchengemeinschaft und das Prinzip der Interdependenz. Andererseits vertritt die Kommission auch die Ansicht, dass die Primaten und Bischöfe, die sich in fremden Diözesen oder Provinzen Rechte genommen haben, anders hätten handeln sollen.